# Свети Трифон (Говърлево)
„Свети Трифон“ (на македонска литературна норма: Свети Трифун) е българска възрожденска православна църква в скопското село Говърлево, Северна Македония. Част е от Скопската епархия на Македонската православна църква – Охридска архиепископия.
Църквата е манастирска и е изградена на рида Бързовец. В нея са някои от последните произведения на видния зограф Димитър Папрадишки. В нея работи и Яков Зографски.
През лятото на 2006 година Македонската православна църква решава да продаде земята заедно с манастира на съседния завод Циментарница, който експлоатира рида, и който е нанесъл доста щети на храма, срещу задължението да премести манастира. След протести от страна на местните жители и инспекция, която установява ценността на произведенията в църквата Македонската православна църква се отказва от продажбата.
- Иконостасът
- Интериор
- Общ изглед